# المليليح (القصيم)
مركز المليليح  غرب منطقة القصيم ويبعد عن الطريق السريع الرابط بين القصيم والمدينة المنورة 9 كم .

## التاريخ
المليليح تقع غرب الوادي المشهور وادي الرمة 7 كم. وهي ملك للطرسان نزلها الطرسان من بني عمرو وسكنوا بها

## السكان
يبلغ عدد سكان المليليح 1.000 نسمة وسكانها هم الطرسان من بني عمرو من حرب

## الموقع الجغرافي
تقع غرب منطقة القصيم وتبعد عن مدينة بريدة 184 كم. وعن محافظة الرس 135 كم. وعن محافظة عقلة الصقور 33 كم.

## المناخ
المناخ قاري صحراوي، حار جاف صيفًا بارد مُمطر شتاء، وتبلغ درجة الحرارة صيفًا 45°م، وفي الشتاء تصل 3- ما دون الصفر ومتوسط سقوط المطر 145 ملم.